# Намібія на літніх Олімпійських іграх 2012
Намібія брала участь у літніх Олімпійських іграх 2012 року в Лондоні (Велика Британія) вшосте за свою історію, але не завоювала жодної медалі. Країна була представлена 9 спортсменами (5 чоловіками та 4 жінками) у 4 видах спорту: легка атлетика, бокс, стрільба, боротьба і велоспорт. Прапороносцем на церемонії відкриття Олімпійських ігор була стрільчиня Габі Аренс, а на церемонії закриття — борець Сем Шілімела.

## Бокс
Чоловіки
| Категорія | Спортсмен         | 1/32                             | 1/16                       | Чвертьфінал        | Півфінал           | Фінал             | Фінал             |
| Категорія | Спортсмен         | Суперник Результат               | Суперник Результат         | Суперник Результат | Суперник Результат | Місце             |                   |
| --------- | ----------------- | -------------------------------- | -------------------------- | ------------------ | ------------------ | ----------------- | ----------------- |
| до 56 кг  | Джонас Матеус     | Вітторіо Паррінелло (ITA) L 7–18 | завершив змагання          | завершив змагання  | завершив змагання  | завершив змагання | завершив змагання |
| до 75 кг  | Муджанджае Касуто | Собірджон Назаров (TJK) W 11–8   | Золтан Харчша (HUN) L 7–16 | завершив змагання  | завершив змагання  | завершив змагання | завершив змагання |

## Боротьба
Чоловіки
Вільна боротьба
| Спортсмен    | Дисципліна | 1/32               | 1/16                               | Чвертьфінал        | Півфінал           | Втішний раунд 1    | Втішний раунд 2           | Фінал              | Фінал |
| Спортсмен    | Дисципліна | Суперник Результат | Суперник Результат                 | Суперник Результат | Суперник Результат | Суперник Результат | Суперник Результат        | Суперник Результат | Місце |
| ------------ | ---------- | ------------------ | ---------------------------------- | ------------------ | ------------------ | ------------------ | ------------------------- | ------------------ | ----- |
| Сем Шілімела | 55 кг      | Bye                | Джамал Отарсултанов (RUS) L 0–3 PO | не пройшов         | не пройшов         | Bye                | Ян Кьон Іл (PRK) L 0–3 PO | не пройшов         | 15    |

## Велоспорт
Шосейні і трекові дисципліни
| Спортсмен   | Дисципліна                      | Час          | Місце        |
| ----------- | ------------------------------- | ------------ | ------------ |
| Ден Крейвен | групова шосейна гонка, чоловіки | не фінішував | не фінішував |

Маунтінбайк
| Спортсмен          | Дисципліна             | Час     | Місце |
| ------------------ | ---------------------- | ------- | ----- |
| Марк Бассінгтведжт | кросс-кантрі, чоловіки | 1:37:17 | 30    |

## Легка атлетика
|           | Спортсмен            | Дисципліна | Гіт   | Гіт       | Півфінал | Півфінал  | Фінал      | Фінал      |
| Результат | Спортсмен            | Дисципліна | Місце | Результат | Місце    | Результат | Місце      |            |
| --------- | -------------------- | ---------- | ----- | --------- | -------- | --------- | ---------- | ---------- |
| Жінки     | Тджіпекапора Герунга | 400 м      | 52.31 | 3 Q       | 52.53    | 6         | не пройшла | не пройшла |
| Жінки     | Гелалія Джоаннс      | марафон    | Н/Д   | Н/Д       | Н/Д      | Н/Д       | 2:26:09    | 12         |
| Жінки     | Беата Наїгамбо       | марафон    | Н/Д   | Н/Д       | Н/Д      | Н/Д       | 2:31:16    | 38         |

## Стрільба
Жінки
| Спортсмен  | Змагання | Кваліфікація | Місце | Фінал      | Місце      |
| ---------- | -------- | ------------ | ----- | ---------- | ---------- |
| Габі Аренс | трап     | 59           | 22    | не пройшла | не пройшла |